# Lenguas Daly
| Daly septentrional Daly occidental | Daly oriental Daly meridional |

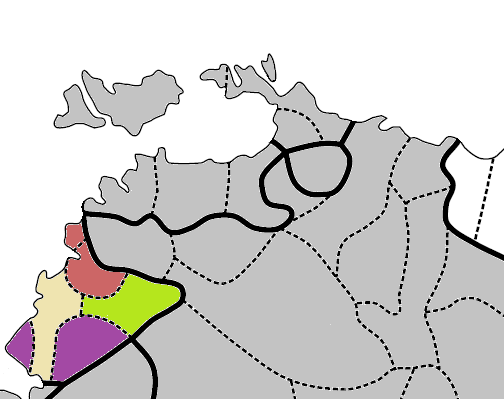
Lenguas Daly

Las lenguas Daly forma un área lingüística de una cuatro o cinco familias lingüísticas de lenguas aborígenes australianas. Se hablan en las vecindades de la cuenca del río Daly en el Territorio del Norte.

## Lenguas del grupo
En la clasificación lexicoestadística de O'Grady, Voegelin y Vogelin (1966), las lenguas Daly se clasifican en cuatro familias. Darrell Tryon (1968, 1974) combinó estas familias en una única familia, con la excepción del idioma murrinh-patha. Sin embargo, estas metodologías no controlan adecuadamente los préstamos léxicos. Ian Green que no puede aceptarse el parentesco de estas lenguas sobre la base del método comparativo y, por tanto, debería considerarse como cinco familias independientes y una lengua aislada. Las características compartidas tienden a ser compartidas también con las lenguas vecinas, que no son lenguas Daly.
Daly septentrional
- Malak-Malak (Tyaraity)

Ocasionalmente dentro del Daly septentrional se ha incluido un grupo de la "Bahía de Anson". Este grupo incluye el wagaydy (patjtjamalh, wadjiginy, kandjerramalh) y el giyug (no testimoniado). Green concluyó que el wagaydy y el malak-malak eran dos familias separadas. Posteriormente algunos investigadores los conectaron, y esto se refleja en Bowern (2011). Sin embargo, el pueblo wagaydy llegó recientemente a la región y su lengua tendría similitudes solo por causa del préstamo lingüístico. Glottolog trata el wagaydy como una lengua aislada y el giyug como una lengua no clasificada.
Daly occidental
Las lenguas Daly occidentales comparten muchas formas gramaticales.
- Maranunggu (Emmi; dialecto Menhthe)
- Marrithiyel (Bringen: Marri Ammu, Marritjevin, Marridan, Marramanindjdji)
- Marri Ngarr (Magati-ge)

Daly oriental
Las lenguas Daly orientales están distantemente relacionadas con un nivel de cognados de alrededor del 50 %.
- Matngele
- Kamu

Tienen elementos de la estructura verbal que sugieren que podrían estar relacionadas con las lenguas Arnhem.
Daly meridional
Las lenguas Daly meridionales forman un grupo de lenguas divergentes y de relación problemática.
- Murrinh-patha (Murinbata, en la costa)
- Ngan’gityemerri (Ngan’gi)

El murrinh-patha se consideró en un tiempo una lengua aislada sobre la base de los datos léxicos: no comparte ni 11 % de vocabulario con ninguna otra lengua conocida. Sin embargo, sus inflexiones verbales sí muestran correspondencias claras. Green (2003) señala las correspondencias morfológicas en el dominio verbal, además de irregularidades compartidas.

## Comparación léxica
Los numerales en diferentes lenguas Daly son:
| GLOSA | Bahía de Anson  | Bahía de Anson | Bahía de Anson | Daly Occidental | Daly Occidental | Daly Occidental | Daly Occidental          |
| GLOSA | Wadjiginy       | Giyug          | PROTO- ANSON   | Maranunggu      | Marrithiyel     | Marri Ngarr     | PROTO- DALY Occ.         |
| ----- | --------------- | -------------- | -------------- | --------------- | --------------- | --------------- | ------------------------ |
| '1'   | ŋancic          | ŋancic         | *ŋanci         | ŋantawanʲ       | ŋɪncɪ           | cɪŋɪncɪ         | *ŋanci                   |
| '2'   | parkata- malaŋ  | parkata- malaŋ | *parkata-      | miyitinʲ        | cɪcukunɪ        | cɪcuk           | *cicuk-/ *miyiti~pinʲiti |
| '3'   | parkata- ŋancic | 2+1            | *2+1           | nenʲmete        | nɪmbɪnɪ         | anɪmpir         | *nimp-                   |
| '4'   | 2+2             |                | *2+2           | 2+2             | 2+2             | 2+2             | *2+2                     |
| '5'   | para ŋancic     |                | *para ŋanci    | peŋenti         | muri ŋinci      | punti ŋinci     | *muɾi ŋanci              |

| GLOSA | Daly Oriental | Daly Oriental | Daly Oriental   | Daly Meridional | Daly Meridional    | Daly Meridional  | Daly Meridional | Daly Septentrional | Daly Septentrional | Daly Septentrional |
| GLOSA | Matngele      | Kamu          | PROTO- DALY Or. | Murrinh- patha  | Ngenki- kurrunggur | Ngenki- wumerrir | PROTO- DALY S.  | Malak-Malak        | Tyaraity           | PROTO- DALY N.     |
| ----- | ------------- | ------------- | --------------- | --------------- | ------------------ | ---------------- | --------------- | ------------------ | ------------------ | ------------------ |
| '1'   | nempəyo       | nempayu       | *nempa-ɾu       | numi            | wuŋkume            | wukume           | *wuŋkumi        | yanakŋa            | yawunuka           | *yaŋa-             |
| '2'   | kuruncəyu     | palpmura      | *wuruncəyu      | pɛɾkɛnɡu        | wakari             | fagarri          | *wakarri        | werena             | werenuka           | *weren-            |
| '3'   | 2+1           | 2+1           | *2+1            | pɛɾkɛŋɡu- nɛmɛ  | warakma            | warrakma         | *warrakma       | werenayenak        | wuricawun          | *2+1               |
| '4'   | 2+2           | 2+2           | *2+2            | 2+2             | 2+2                | 2+2              | *2+2            | werenweren         | werunwerun         | *2+2               |
| '5'   | memek nempere | 2+2+1         | *memek nempa-   |                 | teme [1]           | meyeníŋki        |                 | nenʲilk yeneŋara   | nenʲulk yaŋarmutuŋ | *nenʲulk yaŋa-     |

En las tablas anteriores /c/ denota una oclusiva palatal sorda (en algunas fuentes esto se transcribe a veces como /tʲ/ o /ty/).